# Kendall Schmidt
Kendall Francis Schmidt (ur. 2 listopada 1990 w Wichita w stanie Kansas) – amerykański aktor, piosenkarz, tancerz i autor tekstów. Znany głównie z serialu telewizyjnego dla młodzieży pt. Big Time Rush oraz frontman zespołu muzycznego Big Time Rush i Heffron Drive.

## Życie i kariera zawodowa
Urodził się w Wichita w stanie Kansas i dorastał jako najmłodszy z trzech braci, którzy załapali bakcyla aktorstwa. Po obejrzeniu jego dwóch braci Kevina i Kennetha w telewizji Schmidt postanowił, że on też chce zostać aktorem.
Kariera w przemyśle rozrywkowym szybko stała się jego pasją. Schmidt rozpoczął swoją karierę aktorską w wieku pięciu lat występując u boku swoich braci w reklamie telewizyjnej Chex. Wybrano ich do reklamy nie wiedząc na początku, że są braćmi. W wieku dziewięciu lat dostał rolę w filmie A.I. sztuczna inteligencja w reżyserii Stevena Spielberga. Na planie filmu obchodził swoje urodziny – otrzymał od reżysera tort urodzinowy ozdobiony figurkami postaci z Gwiezdnych wojen. Kiedy miał 10 lat jego rodzina przeprowadziła się ze stanu Kansas do Kalifornii. Otrzymał role m.in. w: CSI: Kryminalne zagadki Miami, Bez śladu 7, Fasier, Ostry dyżur, Jak wychować tatę, Kochane kłopoty i Filip z przyszłości. Natomiast na dużym ekranie pojawił się w Raporcie specjalnym i Zdaniem Spencera. W 2009 roku Schmidt został obsadzony w czołówce serialu Big Time Rush. Gra tam Kendalla Knighta, spokojnego i wyluzowanego hokeistę, który wraz z przyjaciółmi wyjeżdża z małego miasteczka w Minnesocie do Los Angeles, by stworzyć zespół i podbić świat. Zagrał również główną rolę w filmie Big Time Rush w akcji jako Kendall Knight.
Poza aktorstwem, inną pasją Kendalla jest muzyka. Zaczął śpiewać w wieku pięciu lat, a wieku piętnastu nauczył się grać na gitarze, a następnie na pianinie. Doskonalił swoje umiejętności wokalne od śpiewanie z matką w samochodzie po nagrywanie w studiu. Jego ulubionym zespołem jest Taking Back Sunday. Schmidt tworzy muzykę poprzez pisanie tekstów na potrzeby zespołu Big Time Rush i swoje własne. Przykładem jego własnej muzyki może być np. piosenka „Memories and Melodies”.
Kendall Schmidt był częścią boysbandu Big Time Rush, który tworzy razem z Jamesem Maslowem, Carlosem Peną Jr. i z Loganem Hendersonem. Wydali trzy albumy (B.T.R, Elevate oraz 24/seven), których do tej pory sprzedali ok. 20 mln kopii.
Schmidt tworzy razem z Dustinem Beltem (niegdyś gitarzystą Big Time Rush) zespół – Heffron Drive.

## Filmografia
- Zdaniem Spencera (2001) jako Chad
- Kochane kłopoty (2001) jako dziecko\Peter
- Jak wychować tatę (2001–2002) jako Noah
- Frasier (2002) jako Młody Frasier
- Ostry dyżur (2003) jako Damian
- CSI: Kryminalne zagadki Miami (2004) jako Dominic
- Filip z przyszłości (2005) jako Jake
- Poor Paul (2008) jako gitarzysta John
- Zaklinacz dusz (2009) jako Jeff
- Bez śladu (2009) jako Shay Hanson
- Big Time Rush (2009−2013) jako Kendall Knight
- Big Time Rush w akcji (2012) jako Kendall Knight